# Vinnie Sperrazza
Vinnie Sperrazza (* 1979) ist ein US-amerikanischer Jazzmusiker (Schlagzeug, Perkussion, Marimba) und Komponist.

## Leben und Wirken
Sperrazza wuchs in der Nähe von Utica (New York) als Sohn eines Schlagzeugers auf. Er studierte in New Jersey an der William Paterson University; in dieser Zeit begann seine Zusammenarbeit mit dem Pianisten James Williams, die bis zu dessen Tod Mitte 2004 dauerte. Seit 2002 lebt er in Brooklyn und spielt u. a. mit der Formation 40twenty (mit Jacob Garchik, Jacob Sacks und Dave Ambrosio) und der Vinnie Sperrazza-Matt Blostein Band (Album Paraphrase). 2006 legte er sein Debütalbum Peak In (Fresh Sound Records, mit Jacob Sacks und Dave Ambrosio) vor, 2014 das Album Apocryphal mit Eigenkompositionen, an dem Brandon Seabrook, Eivind Opsvik und Loren Stillman mitwirkten. Im Bereich des Jazz war er zwischen 2004 und 2019 an 35 Aufnahmesessions beteiligt, u. a. mit Russ Nolan, Noah Baerman, Ben Holmes und Liam Sillery. 2018 spielte er im Quartett Landlines mit Chet Doxas, Jacob Sacks und Zack Lober, 2020 im Duo mit Noa Fort. Zu seinen weiteren Projekten gehörten Apocryphal II (mit Loren Stillman, Brandon Seabrook, Eivind Opsvik), ein Trio mit Charlotte Greve und ein Quartett mit Chris Speed, Bruce Barth und Peter Brendler.

## Diskographische Hinweise
- Barcelona Holiday (Fresh Sounds, 2008), mit Jacob Sacks, Masa Kamaguchi
- Playdate: Playdate (Posi-Tone, 2009), u. a. mit Wayne Escoffery
- Dave Ambrosio / Jacob Garchik / Jacob Sacks / Vinnie Sperrazza: 40 Twenty (2011)
- Vinnie Sperrazza/Jacob Sacks/Masa Kamaguchi: Play Cy Coleman (Fresh Sound, 2012)
- Hide Ye Idols (2017)
- Dana Lyn/Vincent D’Onofrio: Slim Bone Head Volt (2018)
- Sperrazza/Sacks/Kamaguchi: Play Tadd Dameron (2018)
- Jacob Garchik: Ye Olde (2018, mit Mary Halvorson, Brandon Seabrook und Jonathan Goldberger)
- Charlotte Greve, Vinnie Sperrazza, Chris Tordini: The Choir Invisible (Intakt, 2020)
- Michael Formanek Drome Trio: Were We Where We Were (2022), mit Chet Doxas
- Ember: August in March (2023), mit Caleb Wheeler Curtis, Noah Garabedian
- Sunday (2024), mit Loren Stillman, Brandon Seabrook, Eivind Opsvik